# Gitea
Gitea est une forge logicielle libre en Go sous licence MIT, pour l'hébergement de développement logiciel, basé sur le logiciel de gestion de versions Git pour la gestion du code source, comportant un système de suivi des bugs, un wiki, ainsi que des outils pour la relecture de code. Il comporte également un système d'extension, fournissant notamment de l'intégration continue, avec les plugins Agola, appveyor, Concourse, Metroline ainsi que de la livraison continue avec drone et Metroline.

## Historique
Il a été forké de Gogs le 17 octobre 2016, et il est développé en langage Go.
Depuis la version 1.17.0 du logiciel, un système de Package Registry a été incorporé à Gitea. Les systèmes de registres Maven, NPM et Docker registry sont notamment pris en charge dès l'intégration de la fonctionnalité.
Le 22 octobre 2022, le projet annonce la création de l'entreprise Gitea Limited et le transfert de la marque et du domaine du projet à celle-ci afin d'assurer le futur du projet. Cette annonce a généré quelques réticences de la part de contributeurs et utilisateurs, notamment au travers d'une lettre ouverte.
En décembre 2022, Codeberg (en), développeur actif de Gitea, le forke pour Forgejo.

## Projet d'inclusion dans le Fediverse
Vervis, l'implémentation de référence de ForgeFed, un protocole d'échange décentralisé pour forge logicielle au sein du Fediverse, vise à faire avancer ces spécifications, et à terme, l'inclure entre autres, dans Gitea,.